# Sistaun
Sistaun je řeka v Barmě. Je přibližně 500 km dlouhá. Povodí má přibližně rozlohu 34 500 km².

## Průběh toku
Protéká ze severu na jih v dolině mezi pohořím Pegu a Šanskou vysočinou. Ústí do Martabanského zálivu Andamanského moře, přičemž vytváří estuár.

## Vodní režim
Vodní režim má monzunový, s nejvyšším vodním stavem v létě. Průměrný průtok vody činí přibližně 1300 m³/s. Na dolním toku do vzdálenosti 80 km od ústí je patrný vliv mořského přílivu. Řeka unáší velké množství pevných částic.

## Využití
Na dolním toku je možná vodní doprava pro malé lodě. Řeka je spojena kanálem s řekou Pegu. Na řece leží města Pyinmana, Taungoo. V dolině řeky se pěstuje rýže.